# Садовый (Белореченский район)
Садо́вый — посёлок в Белореченском районе Краснодарского края.
Входит в состав Родниковского сельского поселения.

## География

### Улицы
| - ул. Вишнёвая, - ул. Дачная, - ул. Изобильная, - ул. Комарова, - ул. Крестьянская, | - ул. Лазурная, - ул. Приречная, - ул. Школьная, - ул. Южная, - ул. Янтарная. |

## История
Хутор Садовый Рязанского района зарегистрирован 2 августа 1952 года решением Краснодарского крайисполкома. 22 августа 1953 года территория Рязанского района вошла в состав Белореченского района.

## Население
| 2002 | 2010 |
| ---- | ---- |
| 357  | ↗437 |

1. ↑  Всероссийская перепись населения 2002 года. Численность населения субъектов Российской Федерации, районов, городских поселений, сельских н
2. ↑  Всероссийская перепись населения 2010 года. Том 1, таблица 4. Численность городского и сельского населения по полу по Краснодарскому краю